# Élections sénatoriales de 2001 dans le Jura
Les élections sénatoriales dans le Jura ont lieu le dimanche 23 septembre 2001. Elles ont pour but d'élire les sénateurs représentant le département au Sénat pour un mandat de six années.

## Contexte départemental
Lors des élections sénatoriales du 27 septembre 1992 dans le Jura, un sénateur UDF et un sénateur RPR sont élus, Pierre Jeambrun, remplacé par Pierre Guichard à la suite de son décès le 7 février 2001 et André Jourdain.
Depuis, tous les effectifs du collège électoral des grands électeurs ont été renouvelés, avec les élections législatives de 1997 dans le Jura, les élections régionales françaises de 1998, les élections cantonales de 1998 et 2001 et les élections municipales françaises de 2001.

## Sénateurs sortants
| Sénateur | Sénateur        | Parti | Fonctions lors de l'élection en 1992           |
| -------- | --------------- | ----- | ---------------------------------------------- |
|          | André Jourdain  | DVD   | Sénateur sortant, président du conseil général |
|          | Pierre Guichard | DVD   |                                                |

## Présentation des candidats et des suppléants
Les nouveaux représentants sont élus pour une législature de 6 ans au suffrage universel indirect par les 970 grands électeurs du département. Dans le Jura, les sénateurs sont élus au scrutin majoritaire. Leur nombre reste inchangé, 2 sénateurs sont à élire.
| Candidats | Candidats               | Parti | Principale fonction                           |
| --------- | ----------------------- | ----- | --------------------------------------------- |
|           | Michel Giniès           | PCF   | Conseiller général, maire de Damparis         |
|           | Élisabeth Caumont       | PCF   |                                               |
|           | Denis Jeunet            | PS    | Conseiller général                            |
|           | Antoinette Gillet       | Verts |                                               |
|           | Hervé Lavenir de Buffon | CNIP  |                                               |
|           | Gilbert Barbier         | UDF   | Maire de Dole                                 |
|           | Gérard Bailly           | RPR   | Président du conseil général, maire d'Uxelles |
|           | André Jourdain          | DVD   | Sénateur sortant, maire de Sapois             |
|           | Maurice Batail          | FN    |                                               |
|           | Luc Bejean              | MNR   |                                               |
|           | Jean-Etienne Normand    | MNR   |                                               |
|           | Rémy Besançon           | UCF   |                                               |
|           | Jacqueline Montoroi     | UCF   |                                               |

## Résultats
| Candidat et parti politique | Candidat et parti politique | Candidat et parti politique | Premier tour | Premier tour | Second tour | Second tour |
| Candidat et parti politique | Candidat et parti politique | Candidat et parti politique | Voix         | %            | Voix        | %           |
| --------------------------- | --------------------------- | --------------------------- | ------------ | ------------ | ----------- | ----------- |
|                             | Gérard Bailly               | RPR                         | 507          | 53,54        |             |             |
|                             | Gilbert Barbier             | UDF                         | 418          | 44,13        | 363         | 38,99       |
|                             | André Jourdain              | DVD                         | 273          | 28,83        | 317         | 34,05       |
|                             | Denis Jeunet                | PS                          | 252          | 26,61        | 251         | 26,96       |
|                             | Antoinette Gillet           | Verts                       | 209          | 22,07        |             |             |
|                             | Michel Giniès               | PCF                         | 55           | 5,81         |             |             |
|                             | Élisabeth Caumont           | PCF                         | 44           | 4,65         |             |             |
|                             | Hervé Lavenir de Buffon     | CNIP                        | 16           | 1,69         |             |             |
|                             | Luc Bejean                  | MNR                         | 15           | 1,37         |             |             |
|                             | Rémy Besançon               | UCF                         | 7            | 0,74         |             |             |
|                             | Jean-Etienne Normand        | MNR                         | 6            | 0,63         |             |             |
|                             | Maurice Batail              | FN                          | 5            | 0,53         |             |             |
|                             | Jacqueline Montoroi         | UCF                         | 4            | 0,42         |             |             |
|                             |                             |                             |              |              |             |             |
| Inscrits                    | Inscrits                    | Inscrits                    | 973          | 100,00       | 973         | 100,00      |
| Abstentions                 | Abstentions                 | Abstentions                 | 5            | 0,51         | 23          | 2,36        |
| Votants                     | Votants                     | Votants                     | 968          | 99,49        | 950         | 97,64       |
| Blancs et nuls              | Blancs et nuls              | Blancs et nuls              | 21           | 2,17         | 19          | 2,00        |
| Exprimés                    | Exprimés                    | Exprimés                    | 947          | 97,83        | 931         | 98,00       |